# Distretto di Námestovo
Il distretto di Námestovo (okres Námestovo) è un distretto della regione di Žilina, nella Slovacchia centrale.
Fino al 1918, il territorio dell'attuale distretto ha fatto parte della contea ungherese di Orava.

## Geografia antropica
Il distretto è composto da 1 città e 23 comuni:

### Città
- Námestovo

### Comuni
- Babín
- Beňadovo
- Bobrov
- Breza
- Hruštín
- Klin
- Krušetnica
- Lokca
- Lomná
- Mútne
- Novoť
- Oravská Jasenica

- Oravská Lesná
- Oravská Polhora
- Oravské Veselé
- Rabča
- Rabčice
- Sihelné
- Ťapešovo
- Vasiľov
- Vavrečka
- Zákamenné
- Zubrohlava